# Obs (ytmått)
Obs är ett gammalt jordmått som användes i Ingermanland. Om dess omfattning före den svenska tiden växlar uppgifterna. Vid den svenska tidens begynnelse beräknades det så stort, att därpå gick 30 tunnors utsäde. Vid rusttjänst skulle enligt den ingermanländska kapitulationen av 1622 en rustning utgöras för 16 obser, sedermera en för 15 obser. Vid 1638–1639 års jordrevision bestämdes, att på vart tunnland skulle räknas en åker av 140 alnars längd och 100 alnars bredd samt 30 dylika tunnland utgöra en obs. En obs torde vid den tiden varit ungefär likvärdig med en livländsk hake.